# Anglus
Anglus est une ancienne commune française du département de la Haute-Marne en région Grand Est. Elle est associée à la commune de Ceffonds depuis 1972.

## Géographie
Situé entre Sauvage-Magny au nord et Soulaines-Dhuys au sud, le village d'Anglus est traversé par la Laines et la route D384.

## Toponymie
Anciennes mentions : Angluz en 1247, Anglus en 1274, Anglucium en 1457, Anglu et Anglux en 1604.
Selon Alphonse Roserot, l'identification d'Anglus avec Angeleri quercetus, dont il est fait mention vers 1060, semble inadmissible.

## Histoire
En 1789, ce village dépend de la province de Champagne dans le bailliage de Chaumont, la prévôté de Chaumont et la châtellenie de Rosnay.
Le 1er septembre 1972, la commune d'Anglus est rattachée à celle de Ceffonds sous le régime de la fusion-association.

## Politique et administration
| Période                                  | Période | Identité                              | Étiquette | Qualité              |
| ---------------------------------------- | ------- | ------------------------------------- | --------- | -------------------- |
| 1801                                     | 1808    | Louis Claude ROBERT                   |           | Propriétaire         |
| 1808                                     | 1817    | Jacques Nicolas CONTENOT de MONTREUIL |           | Ecuyer               |
| 1817                                     | 1831    | Jean Baptiste DROUOT                  |           | Cultivateur          |
| 1831                                     | 1840    | Louis Claude ROBERT                   |           | Propriétaire         |
| 1840                                     | 1856    | François FAUCONNIER                   |           | Militaire            |
| 1856                                     | 1859    | André Louis ROZIERRE (Adjoint)        |           | Militaire, tonnelier |
| 1859                                     | 1870    | Pierre Nicolas MONIOT                 |           | Régisseur            |
| 1870                                     | 1871    | Jean Baptiste Emile DROUOT            |           | Agriculteur          |
| 1871                                     | 1879    | François Philippe BRETON              |           | Sabotier             |
| 1879                                     | 1880    | Jean Baptiste Emile DROUOT            |           | Agriculteur          |
| 1880                                     | 1881    | Pierre Louis VINCENT                  |           | Coquetier, marchand  |
| 1881                                     | 1885    | François Philippe BRETON              |           | Sabotier             |
| 1885                                     | 1890    | (Pierre) Eugène MONIOT                |           | Propriétaire         |
| 1890                                     | 1900    | Jean Baptiste Emile DROUOT            |           | Agriculteur          |
| 1900                                     | 1905    | Louis Gabriel BARROY                  |           | Manouvrier           |
| 1905                                     | 1939    | Théodore Emile DROUOT                 |           | Agriculteur          |
| 1939                                     | 1971    | Julien LAVOCAT                        |           | Charron, agriculteur |
| 1971                                     | 1972    | Daniel MONIOT                         |           | Agriculteur          |
| Les données manquantes sont à compléter. |         |                                       |           |                      |

| Période                                  | Période | Identité      | Étiquette | Qualité     |
| ---------------------------------------- | ------- | ------------- | --------- | ----------- |
| avant 2002                               | ?       | Daniel MONIOT | DVD       |             |
| 2014                                     |         | Rémi BARROY   |           | Agriculteur |
| Les données manquantes sont à compléter. |         |               |           |             |

## Démographie
| 1793 | 1800 | 1806 | 1821 | 1836 | 1841 | 1846 | 1851 | 1856 |
| ---- | ---- | ---- | ---- | ---- | ---- | ---- | ---- | ---- |
| 147  | 171  | 179  | 186  | 222  | 229  | 247  | 240  | 208  |

| 1861 | 1866 | 1876 | 1881 | 1886 | 1891 | 1896 | 1901 | 1906 |
| ---- | ---- | ---- | ---- | ---- | ---- | ---- | ---- | ---- |
| 202  | 203  | 184  | 179  | 159  | 140  | 138  | 143  | 135  |

| 1911 | 1921 | 1926 | 1931 | 1936 | 1946 | 1954 | 1962 | 1968 |
| ---- | ---- | ---- | ---- | ---- | ---- | ---- | ---- | ---- |
| 119  | 78   | 88   | 108  | 75   | 85   | 83   | 90   | 67   |

## Lieux et monuments
- Église Saint-Éloi
- Plusieurs puits